# 1977 у літературі

## Нагороди
- Нобелівська премія з літератури: Вісенте Алейксандре, «за його поетичні письмові форми, які висвітлюють стан людини у космосі й у сучасному суспільстві, в той же час представляє велике відновлення традицій іспанської поезії у міжвоєнний період»
- Букерівська премія: Пол Скотт, «Залишаючись»
- Премія Неб'юла за найкращий роман: Пол Фредерик, «Ворота»
- Премія Неб'юла за найкращу повість: Спайдер Робінсон та Джин Робінсон, «Зоряний танець»
- Премія Неб'юла за найкраще оповідання: Гарлан Еллісон, «Джеффті п'ять років»
- Премія Г'юґо за найкращу повість:
  - Спайдер Робінсон, «Будь-яким іншим іменем».
  - Джеймс Тіптрі-молодший, «Г'юстон, Г'юстон, як чуєте?»

## Народились
- 7 січня — Софі Оксанен, фінська письменниця.
- 2 квітня — Марк Форсайт, британський письменник і блогер.
- 7 червня — Еліф Батуман, американська письменниця, журналістка, академік.

## Померли
- 2 липня — Володимир Володимирович Набоков, російський та американський письменник, ентомолог (народився в 1899).
- 18 серпня — Тібор Дері (Déry Tibor), угорський письменник (народився в 1894).

## Нові книжки
- Лють — роман Стівена Кінга.
- Міст в Терабітію — роман американської письменниці Кетрін Патерсон.
- Сяйво — роман американського письменника Стівена Кінга.